# Kontekst
Kontekst (łac. contextus) – związek, łączność, zależność.
W znaczeniu komunikacji językowej – zależność znaczenia treści jakiegoś fragmentu tekstu, wypowiedzi lub słowa, od treści i znaczeń słów ją poprzedzających lub po nich następujących. Np. słowo „morze” rozumiemy przede wszystkim jako rozległy obszar wody, lecz wyrażenie „morze piasku” rozumiemy jako pustynię, czyli obszar bezwodny, a słowo „morze” jest w tej specyficznej frazie synonimem bezmiaru, dużej ilości. Bardziej precyzyjnie, słowo „morze” zostało tu użyte w sensie metaforycznym (przenośnym).
W wielu przypadkach chwilowy kontekst dyskusji/rozmowy/intencji/negocjacji zmienia istotnie znaczenia używanych słów, ale nie zawsze jest wychwytywany przez rozmówców, co w efekcie może prowadzić do nieporozumień i konfliktów.
W językoznawstwie i nauce o komunikacji międzyludzkiej mówimy najczęściej o kontekście frazeologicznym (znaczenie poszczególnych związków frazeologicznych lub idiomów) oraz o kontekstach zdaniowym i sytuacyjnym.
W przypadku kontekstu sytuacyjnego tekstu, konwersacji czy komunikatu istotne są takie czynniki, jak:
1. lokalizacja: w czasie i przestrzeni
2. typ aktywności (np. wykład, spotkanie rodzinne, debata telewizyjna)
3. uczestnicy procesu komunikacji oraz role, jakie przyjmują (np. mówca, przyjaciel)
4. cele, plany, intencje oraz wiedza uczestników.

Inne nauki używają słowa „kontekst” do zakomunikowania zależności (czasami dość odległych) jednych zjawisk od innych, danego zdarzenia od splotu innych zdarzeń itp.